# リヨネー

リヨネーの旗

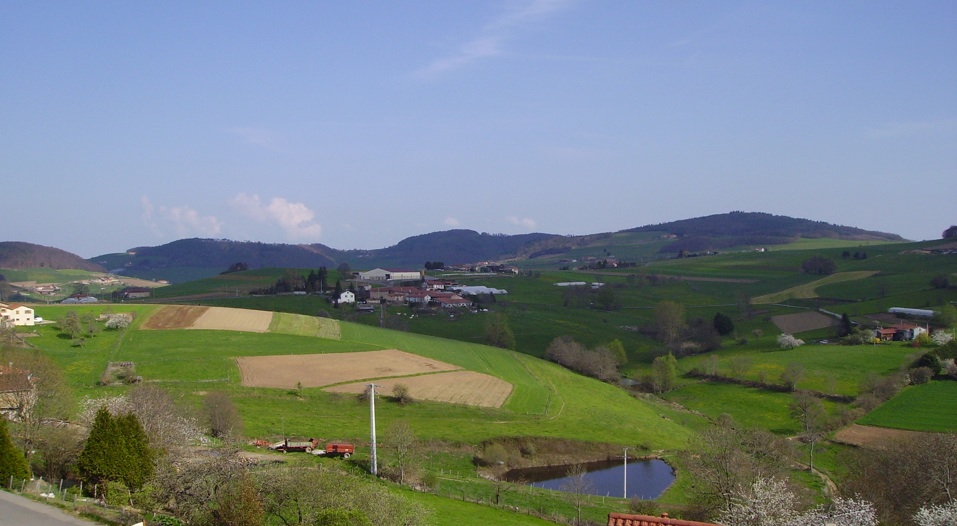
リヨネーの山々

リヨネー（Lyonnais）はフランス革命以前のフランスの州のひとつ。現在の県区分ではローヌ県と重なる。
リヨネーは次の3つの地方（province）に分かれていた。
- プラ・ペイ・ド・リヨネー（Le Plat Pays de Lyonnais）- リヨネーの山々（Monts du Lyonnais）に連なる地域で、山の中腹部に当たる。"Plat"は普通は平地の意であるが、この場合はそうではない。
- リヨン市（la ville de Lyon）- 都市としてのリヨン
- フラン＝リヨネー（Le Franc-Lyonnais）- ソーヌ川沿いのリヨンの北の小さな地域